# Eccellenza Trentino-Alto Adige 2001-2002
Il campionato di Eccellenza Trentino-Alto Adige 2001-2002 è stato l'undicesimo organizzato in Italia. Rappresenta il sesto livello del calcio italiano.
Questi sono i gironi organizzati dal comitato regionale della regione Trentino-Alto Adige, ove il campionato è anche noto con il nome tedesco di Oberliga (letteralmente "lega superiore").

## Squadre partecipanti
| Squadra                   | Città                     |
| ------------------------- | ------------------------- |
| S.S. Aldeno               | Aldeno (TN)               |
| U.S. Arco                 | Arco (TN)                 |
| U.S. Borgo                | Borgo Valsugana (TN)      |
| F.C. Bozen 1996           | Bolzano                   |
| S.S.V. Brixen             | Bressanone (BZ)           |
| S.S.V. Bruneck            | Brunico (BZ)              |
| U.S. Comano Terme e Fiavè | Ponte Arche (TN)          |
| S.S. Condinesettaurense   | Storo (TN)                |
| A.C. Mezzocorona          | Mezzocorona (TN)          |
| U.S. Mori Santo Stefano   | Mori (TN)                 |
| S.V. Natz                 | Naz (BZ)                  |
| U.S. Porfido Albiano      | Albiano (TN)              |
| S.V. Salurn Raiffeisen    | Salorno (BZ)              |
| F.C. Sankt Pauls          | San Paolo di Appiano (BZ) |
| S.V. Tramin               | Termeno (BZ)              |
| U.S. Vallagarina          | Villa Lagarina (TN)       |

## Classifica finale
|  | Pos. | Squadra            | Pt | G  | V  | N  | P  | GF | GS | DR  |
|  | ---- | ------------------ | -- | -- | -- | -- | -- | -- | -- | --- |
|  | 1.   | Mezzocorona        | 78 | 30 | 24 | 6  | 0  | 52 | 13 | +39 |
|  | 2.   | Arco               | 57 | 30 | 17 | 6  | 7  | 52 | 27 | +25 |
|  | 3.   | Comano Terme Fiavè | 53 | 30 | 15 | 8  | 7  | 34 | 22 | +12 |
|  | 4.   | Bozen              | 48 | 30 | 13 | 9  | 8  | 36 | 24 | +12 |
|  | 5.   | Porfido Albiano    | 45 | 30 | 12 | 9  | 9  | 35 | 31 | +4  |
|  | 6.   | Condinesettaurense | 44 | 30 | 11 | 11 | 8  | 42 | 37 | +5  |
|  | 7.   | Mori S.Stefano     | 44 | 30 | 12 | 8  | 10 | 40 | 34 | +6  |
|  | 8.   | St. Pauls          | 43 | 30 | 10 | 13 | 7  | 36 | 29 | +7  |
|  | 9.   | Brixen             | 38 | 30 | 11 | 5  | 14 | 32 | 36 | -4  |
|  | 10.  | Salurn             | 37 | 30 | 10 | 7  | 13 | 37 | 42 | -5  |
|  | 11.  | Borgo              | 37 | 30 | 10 | 7  | 13 | 27 | 33 | -6  |
|  | 12.  | Natz               | 37 | 30 | 11 | 4  | 15 | 45 | 58 | -13 |
|  | 13.  | Tramin             | 36 | 30 | 10 | 6  | 14 | 42 | 42 | 0   |
|  | 14.  | Vallagarina        | 35 | 30 | 8  | 11 | 11 | 31 | 36 | -5  |
|  | 15.  | Aldeno             | 15 | 30 | 3  | 6  | 21 | 20 | 62 | -42 |
|  | 16.  | Bruneck            | 12 | 30 | 2  | 6  | 22 | 13 | 48 | -35 |

## Verdetti finali
- Mezzocorona promosso in Serie D 2002-2003.
- Vallagarina, Aldeno e Bruneck retrocedono in Promozione 2002-2003.